# Loose: The Concert
«Loose: The Concert», «Loose Live» — другий DVD-альбом канадсько-португальської співачки Неллі Фуртадо. Виданий у 2007 році лейблами Festival Mushroom і Warner Bros. 
 Geffen Records. DVD включає концертні версії синглів «Promiscuous» і «Do It» з альбому «Loosee», а також комбіновані версії «I'm like a Bird», «Turn Off the Light», «Força» і «Powerless (Say What You Want)» з альбомів «Whoa, Nelly!» і «Folklore».

## Факти
- Альбом був випущений у трьох різних версіях: CD-альбом, DVD і обмежене делюкс видання (концертний DVD + концертний CD)
- DVD включає деякі сцени, які не потрапили до зйомок.
- CD містить концерти Фуртаду у Манхеттені, Окленді.

## Відеокліпи
- Behind-the-scenes — у чорно-білому відео показані підготовки до туру та тренування виконання пісень «Glow» і «Turn off the Light».
- Afraid/Say It Right — публіка чекає виходу Фуртаду в темряві, потім починає лунати пісня «Afraid» під кадри з кліпу «Say It Right».
- Showtime — на початку два чоловіки та жінка романтично танцюють. Версія у відео повільніша за альбомну. Танцююристи змінюються з іншою парою танцівників, які продовжують романтично танцювати. Поки вони танцюють, приходить Фуртаду та починає співати.
- Try — співачка виконує пісню то високим то низьким голосом.
- All Good Things (Come to an End) — Фуртаду з білою гітарою виконує пісню перед канадською публікою. У кінці виконання Неллі просить людей підняти руки вгору. Разом зі співачкою пісню виконує канадський репер Saukrates.
- I'm like a Bird — на початку відео співачка дякує реперу Saukrates. Фуртаду виконує ресіксову версію композиції. Аудиторія їй підспівує. Неллі одягнена в білий одяг з золотими аксесуарами.
- Maneater — співачка виконує пісню, аудиторія плекає в долоні. Фуртаду одягнена в чорному одягу на оранжевому фоні.

## Список композицій

### DVD
1. «Intro (Afraid)»/«Say It Right» — 5:35
2. «Turn Off the Light» — 4:46
3. «Powerless (Say What You Want)» — 3:27
4. «Do It»/«Wait for You» — 8:02
5. «Showtime» — 7:07
6. «Crazy» — 4:03
7. «In God's Hands» — 4:39
8. «Try» — 5:43
9. «All Good Things (Come to an End)» — 4:28
10. «Give It to Me» — 2:53
11. «I'm like a Bird» — 5:22
12. «Glow»/«Heart of Glass» — 5:31
13. «Força» — 4:52
14. «Promiscuous» — 6:21
15. «Encore»
16. «Party's Just Begun (Again)»/«No Hay Igual» — 8:25
17. «Maneater» — 7:51

### CD
1. «Afraid» — 1:37
2. «Say It Right» — 4:10
3. «Do It» — 5:04
4. «Wait for You» — 3:28
5. «Showtime» — 7:48
6. «All Good Things (Come to an End)» — 4:40
7. «I'm like a Bird» — 5:51
8. «Glow» — 5:46
9. «No Hay Igual» — 4:57
10. «Promiscuous» — 6:56
11. «Maneater» — 5:43

## Чарти
| Країна     | Сертифікації | Продажі |
| ---------- | ------------ | ------- |
| Португалія | Платиновий   | 8,000   |
| Естонгія   | Платиновий   | 5,000   |

## Історія релізів
| Регіон          | Дата              | Лейбл                 | Формат | Каталог     |
| --------------- | ----------------- | --------------------- | ------ | ----------- |
| Велика Британія | 19 листопада 2007 | Universal Music Group | CD     | 1751744     |
| Велика Британія | 19 листопада 2007 | Universal Music Group | DVD    | 1751744     |
| США             | 4 грудня 2007     | Geffen Records        | CD     | B0010321-02 |
| США             | 4 грудня 2007     | Geffen Records        | DVD    | 001027909   |